# Cemitério de Peroguarda
O Cemitério de Peroguarda é uma infra-estrutura e um sítio arqueológico na aldeia de Peroguarda, no concelho de Ferreira do Alentejo, em Portugal.

## História
O cemitério foi construído em 1865, embora tenham sido encontrados vestígios do período romano na área. Em 2006, foi feita uma prospecção arqueológica no local, no âmbito do programa dos Blocos de Rega de Ferreira do Alentejo.

## Descrição
O cemitério está situado perto da Estrada Nacional 387, a cerca de 140 m desde os limites da povoação da Peroguarda.
O complexo do Cemitério apresenta uma planta de forma rectangular, com um lado paralelo à estrada, onde se situa o portal de entrada. Este dá acesso a uma rua central, que termina numa capela, e onde nascem outras ruas, dividindo as zonas de jazigos. O portal apresenta verga curva, com uma moldura em cantaria e chave saliente, ladeado por pilastras caiadas em tons cinza claros, rematadas no topo por urnas em argamassa de secção clara sobre plintos, adornadas com folhas de acanto em relevo. No centro das urnas encontra-se um frontão de forma polilobada, limitado por uma moldura de argamassa em relevo, e caiado em cinza claro, com duas volutas na base, e que tem no topo uma cruz latina em ferro forjado. O portão em si, igualmente em ferro forjado, apresenta o número 1865, e uma caveira e duas tíbias cruzadas.
A capela apresenta uma forma simples, com uma cruz no topo, e no seu interior contém uma mesa de altar em forma de urna.
Junto ao cemitério, foram encontrados vestígios de material de construção datando do domínio romano, como possíveis tégulas e dólios, junto com outros restos de períodos mais recentes.